# Liste des rhopalocères de Caroline du Nord
Cet article recense les lépidoptères rhopalocères (ou « papillons de jour ») de Caroline du Nord, qui y sont représentés par six familles : les Hesperiidae, Papilionidae, Pieridae, Riodinidae, Lycaenidae et Nymphalidae. 
La majorité de ces espèces sont résidentes en Caroline du Nord ; d'autres y sont migratrices, comme le Monarque (Danaus plexippus). 

## Famille desHesperiidae

### Sous-famille desHesperiinae
- Megathymus cofaqui
- Megathymus yuccae

### Sous-famille desPyrginae
- Achalarus lyciades
- Autochton cellus
- Epargyreus clarus
- Erynnis baptisiae
- Erynnis bathyllus
- Erynnis brizo
- Erynnis horatius
- Erynnis icelus
- Erynnis juvenalis — Hespérie du chêne
- Erynnis martialis — Hespérie tachetée
- Erynnis persius — Hespérie Persius
- Erynnis zarucco
- Pholisora catullus — Hespérie fuligineuse
- Pyrgus centaureae — Hespérie grisâtre
- Pyrgus communis
- Pyrgus oileus
- Staphylus hayhurstii
- Thorybes confusis
- Thorybes pylades
- Urbanus dorantes
- Urbanus proteus

## Famille desPapilionidae

### Sous-famille desPapilioninae
- Battus philenor
- Papilio appalachiensis ou Pterousus appalachiensis
- Papilio cresphontes
- Papilio glaucus ou Pterousus glaucus — Papillon glauque
- Papilio palamedes
- Papilio polyxenes — Papillon du céleri
- Papilio troilus ou Pterousus troilus
- Protographium marcellus ou Eurytides marcellus

## Famille desPieridae

### Sous-famille desPierinae
- Anthocharis midea
- Euchloe olympia
- Pieris rapae
- Pieris virginiensis
- Pontia protodice

### Sous-famille desColiadinae
- Abaeis nicippe ou Eurema nicippe — Piéride orangée
- Artogeia rapae ou Pieris rapae
- Colias eurydice ou Zerene eurydice
- Colias eurytheme
- Colias philodice — Coliade du trèfle
- Eurema daira
- Eurema lisa — Petit coliade
- Nathalis iole
- Phoebis agarithe
- Phoebis philea
- Phoebis sennae
- Zerene cesonia ou Colias cesonia

## Famille desRiodinidae

### Sous-famille desRiodininae
- Apodemia mormo — Mormon
- Calephelis virginiensis

## Famille desLycaenidae

### Sous-famille desTheclinae
- Atlides halesus
- Callophrys augustinus — Lutin brun
- Callophrys gryneus
- Callophrys henrici
- Callophrys hesseli
- Callophrys irus
- Callophrys niphon
- Calycopiss cecrops
- Erora laeta
- Parrhasius m-album
- Satyrium calanus — Porte-queue du chêne
- Satyrium caryaevorus
- Satyrium edwardsii
- Satyrium favonius
- Satyrium kingi
- Satyrium liparops
- Strymon melinus — Porte-queue gris
- Satyrium titus

### Sous-famille desMiletinae
- Feniseca tarquinius — Moissonneur

### Sous-famille desLycaeninae
- Lycaena phlaeas — Cuivré commun ou Bronzé

### Sous-famille desPolyommatinae
- Celastrina ladon — Azur printanier
- Celastrina neglecta — Azur estival
- Cupido comyntas

## Famille desNymphalidae

### Sous-famille desLibytheinae
- Libytheana carinenta

### Sous-famille desDanainae
- Danaus eresimus
- Danaus gilippus
- Danaus plexippus — Monarque

### Sous-famille desCharaxinae

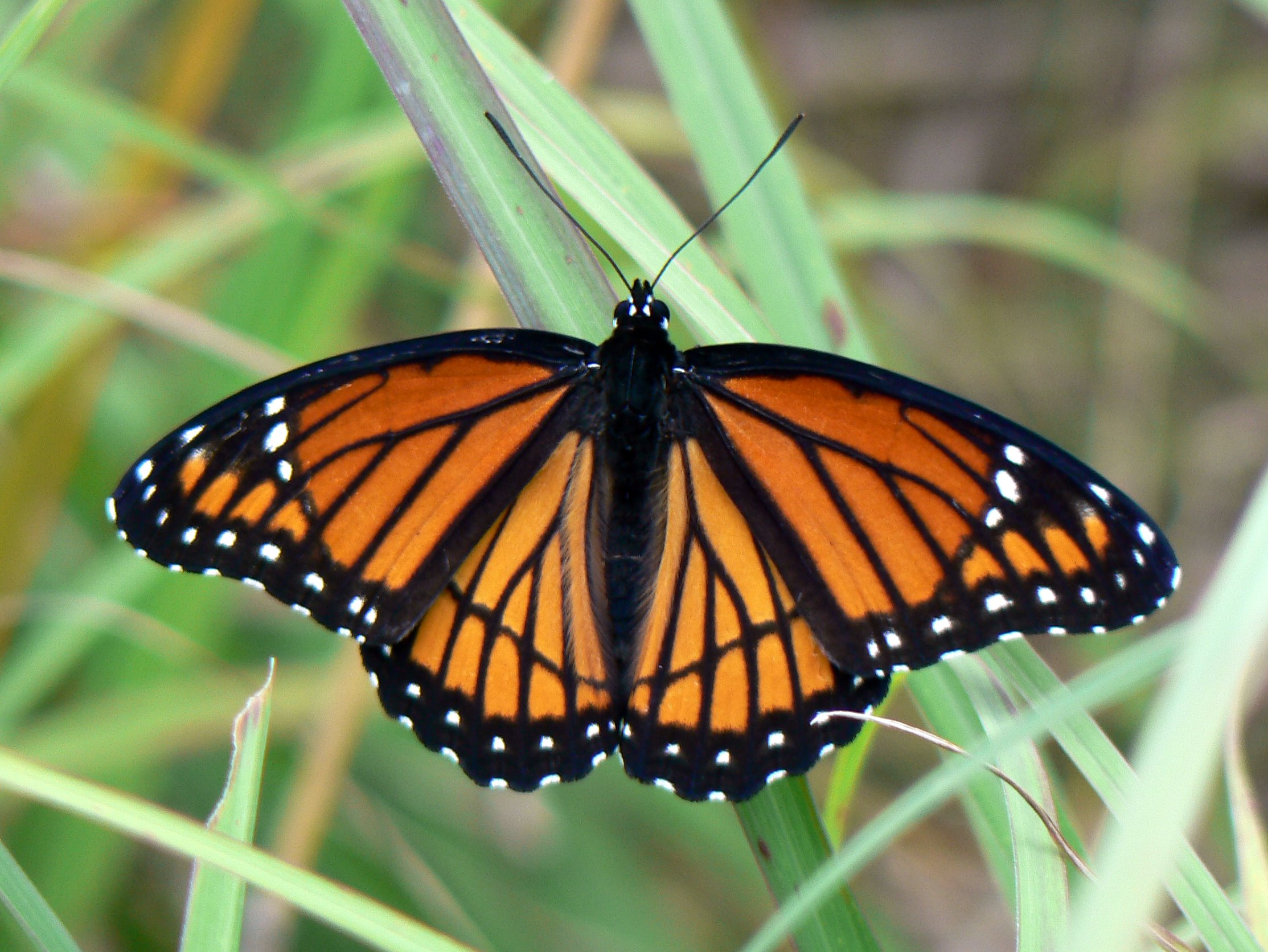
Vice-roi Limenitis archippus

- Anaea andria

### Sous-famille desLimenitidinae
- Limenitis archippus — Vice-roi
- Limenitis arthemis — Amiral

### Sous-famille desApaturinae
- Asterocampa celtis — Papillon du micocoulier
- Asterocampa clyton

### Sous-famille desHeliconiinae
- Agraulis vanillae
- Boloria bellona
- Heliconius charithonia
- Speyeria aphrodite — Argynne aphrodite
- Speyeria cybele — Argynne cybèle
- Speyeria diana
- Speyeria idalia

### Sous-famille desNymphalinae
- Anartia jatrophae
- Chlosyne nycteis — Damier argenté
- Euphydryas phaeton
- Hypolimnas misippus
- Junonia coenia
- Nymphalis antiopa — Morio
- Nymphalis milberti — Petite vanesse
- Nymphalis vaualbum — Grande vanesse
- Phyciodes batesii — Croissant fauve
- Phyciodes cocyta — Croissant nordique
- Phyciodes phaon
- Phyciodes tharos — Croissant perlé
- Polygonia comma — Polygone virgule
- Polygonia faunus — Polygone à taches vertes
- Polygonia interrogationis — Polygone à queue violacée
- Polygonia progne — Polygone gris
- Vanessa atalanta
- Vanessa cardui
- Vanessa virginiensis

### Sous-famille desSatyrinae
- Cercyonis pegala
- Cyllopsis gemma
- Enodia anthedon
- Enodia creola
- Enodia portlandia
- Hermeuptychia sosybius
- Megisto cymela
- Neonympha areolatus
- Neonympha helicta
- Neonympha mitchellii
- Satyrodes appalachia